# Sâm bổ lượng
El sâm bổ lượng, también llamado chè sâm bổ lượng, es una sopa dulce (chè) fría vietnamita de origen chino parecida a un tong sui. Aunque la receta varía, el sâm bổ lượng suele contener lágrimas de Job, longan, azufaifo rojo, semillas de loto y alga cortada fina, con agua, azúcar y hielo picado. A veces se emplea cebada perlada en lugar de lágrimas de Job, y también pueden aparecer como ingredientes tiras finas de jengibre o raíz de ginseng, bayas de cambronera o nueces de ginkgo.
El sâm bổ lượng se encuentra muy fácilmente en Cholon, el barrio chino de Ciudad Ho Chi Minh (antigua Saigón), y suele servirse en un vaso alto. Aunque a veces se describe como una bebida, el término «sopa» es más apropiado ya que suele necesitarse una cuchara para consumir los ingredientes sólidos.
La versión china original del sâm bổ lượng se llama qīng bǔ liáng, y es popular en la gastronomía cantonesa de Guangdong, Hong Kong y Macao. 